# Wildno
Wildno – wieś w Polsce położona w województwie kujawsko-pomorskim, w powiecie lipnowskim, w gminie Chrostkowo.
W latach 1975–1998 miejscowość administracyjnie należała do województwa włocławskiego.

## Części wsi
| SIMC    | Nazwa        | Rodzaj    |
| ------- | ------------ | --------- |
| 1029158 | Krępa        | część wsi |
| 1029247 | Wysokie Pole | część wsi |

## Demografia
Według Narodowego Spisu Powszechnego (III 2011 r.) wieś liczyła 199 mieszkańców. Jest siódmą co do wielkości miejscowością gminy Chrostkowo.